# Francesco d'Assisi (minisèrie de 1966)
Francesco di Assisi (a vegades acreditat com Francesco d'Assisi) és una pel·lícula dramàtica italiana del 1966 dirigida per Liliana Cavani.} Va ser el primer llargmetratge de no ficció de Cavani, amb un guió escrit per ella i Tullio Pinelli. Segueix la vida de Sant Francesc d'Assís des de 1205 fins a la seva mort el 1226.

## Argument
Francesc d'Assís (1182-1226), fill d'un ric comerciant, Pietro di Bernardone, i d'una senyora francesa (Donna Pica), després d'una joventut disipada, entra en crisi i descobreix altres valors que intenta difondre. Es va retirar a La Verna on va rebre el regal dels estigmes el 14 de setembre de 1224. Va morir a Assís, prop de Santa Maria degli Angeli (Porziúncola) , la nit entre el 3 i el 4 d'octubre de 1226, envoltat dels seus deixebles.

## Repartiment
- Lou Castel com a Francesco
- Riccardo Cucciolla com a Leone
- Giancarlo Sbragia com el pare de Francesco
- Marco Bellocchio com a Pietro di Stacia
- Ludmilla Lvova com Chiara
- Maria Grazia Marescalchi com a Pica
- Kenneth Belton com a Innocent III
- John Karlsen
- Riccardo Bernardini
- Giuseppe Campodifiori
- Teodoro Cicogna
- Franco Marchesi
- Oscar Mercurelli
- Roberto Di Massimo
- Maurizio Tocchi
- John Thorner
- Marcello Formica
- Gérard Herter
- Giampiero Frondini
- Gianni Turillazzi
- Gerig Domain
- Mino Bellei

## Producció i llançament
Cavani, que, segons les seves pròpies paraules, no havia tingut una educació catòlica, es va sentir atret pel personatge de Francesc d'Assís a causa de la biografia de Paul Sabatier, que el considerava un "manifestant" i la seva aventura "existencial i poètica" i "revolucionaria". Francesco di Assisi va ser el seu primer llargmetratge després de dirigir una sèrie de documentals per a la cadena de televisió RAI, i també la primera pel·lícula produïda per RAI i Leo Pescarolo. Com que volia un actor desconegut per al paper de Francis, va cedir el paper a Lou Castel (la pel·lícula innovadora del qual I pugni in tasca encara no s'havia estrenat), i també va seleccionar la majoria dels seus frares amb actors no professionals de la regió d'Umbria.
Francesco di Assisi es va rodar en pel·lícula de 16 mm i es va emetre en dues parts a la RAI els dies 6 i 8 de maig de 1966, arribant a una audiència d'aprox. 20 milions d'espectadors. Es va mostrar fora de competició al 27a Mostra Internacional de Cinema de Venècia el mateix any i finalment va tenir una estrena limitada als cinemes el 1972.

## Recepció
Tot i que reeixida, la pel·lícula de Cavani, comparada amb les obres dels directors Roberto Rossellini i Pier Paolo Pasolini, també va ser rebuda de manera controvertida i dividida espectadors, crítics i grups catòlics en particular. Etiquetada per un membre de la Movimento Sociale Italiano com "herètica, blasfema i ofensiva per a la fe del poble italià", va ser elogiada per Italo Moscati per trencar els límits del "conformisme televisiu". En una taula rodona, Pasolini, a qui li havia agradat la interpretació de Francesc d'Assís de Rossellini (Francesco, giullare di Dio), va criticar la representació "burgesa" de Castel del personatge titular i l'omissió de Cavani de l'aspecte "oriental" de la seva vida i els miracles realitzats, i ella el convertia en un home d'acció.

## Llegat
Francesco di Assisi es va restaurar digitalment el 2007. Des de llavors s'ha projectat, entre altres esdeveniments, al Festival Internacional de Cinema de Karlovy Vary el 2013,  i al festival Il Cinema Ritrovato el 2020 i a l'Istituto Italiano di Cultura, Nova York, el 2023.